# Héctor Holguín
Héctor Hipólito Holguín Pérez (El Paso, Texas, 24 de abril de 2001) es un futbolista mexicano que juega como portero en el Club Santos Laguna de la Primera División de México.

## Trayectoria
Inicio en las fuerzas básicas del Club Santos Laguna en 2014 jugando para la categoría sub-13. El torneo de verano de ese año perdió la final ante el Club Deportivo Guadalajara. A partir del 2015 subió a la categoría sub-15 en donde llegó a las finales de los torneos Clausura y Apertura 2016, perdiendo ambas, la primera contra Club de Fútbol Pachuca y la segunda ante Atlas Fútbol Club. En diciembre de 2017, con la categoría sub-17, consiguió el campeonato con Santos al vencer en tanda de penales al Club Universidad Nacional, logrando atajar 4 lanzamientos. El siguiente torneo con la misma categoría consiguieron el bicampeonato venciendo a Pachuca. En diciembre de 2019 consiguió otro campeonato de fuerzas básicas, ahora de la categoría sub-20 venciendo al Club Tijuana en la final.
Entre 2019 y 2021 Holguín salió a la banca del primer equipo en algunos partidos de liga y copa, pero no logró conseguir su debut en primera división con los guerreros, por lo que fue enviado a préstamo con Tampico Madero Fútbol Club de la Liga de Expansión MX. Debutó con la jaiba brava el 28 de julio de 2021, siendo titular en una victoria por 3-2 contra Leones Negros de la UdeG. Durante una temporada logró jugar 8 partidos en total y llegó a la final del Torneo Apertura 2021 la cual perdió contra el Atlante Fútbol Club por marcador global de 3-0. El siguiente torneo tuvo que regresar a Santos debido a una lesión de Gibran Lajud.

## Selección nacional

### Categorías inferiores
Fue convocado por la selección sub-23 para disputar el Torneo Maurice Revello de 2023. Tuvo participación en la victoria contra la Selección Mediterránea y en la derrota ante Australia.

## Palmarés

### Campeonatos nacionales
| Título                            | Equipo             | País   | Año    |
| --------------------------------- | ------------------ | ------ | ------ |
| Primera División de México Sub-17 | Club Santos Laguna | México | A-2017 |
| Primera División de México Sub-17 | Club Santos Laguna | México | C-2018 |
| Primera División de México Sub-20 | Club Santos Laguna | México | A-2019 |